# Mygalomorphae
Mygalomorphae (Orthognatha) este un infraordin de păianjeni, care cuprinde și specii cunoscute cu numele de tarantulă sau păianjeni mâncători de păsări - reprezentanții familie Theraphosidae. În cadrul infraordinului sunt plasate 15 familii ce reunesc 301 genuri și 2456 de specii.

## Etimologie
Denumirea taxonului provine din limba greacă: μυγαλέη (mygalei) - „șoarece” și μορφή (morph) - „aspect”, „formă” și se datorează aspectului „păros” al păianjenilor, asemănător rozătoarelor mici. 

## Descriere

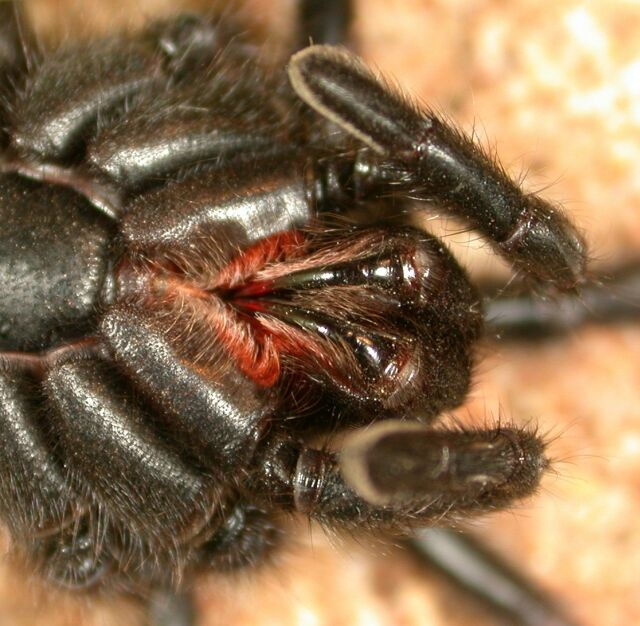
Chelicerele ortognate la Aname atra (Nemesiidae)

Aproape toate speciile de Mygalomorphae au opt ochi, cu toate acestea există unele specii cu 3 perechi de ochi (Masteria lewisi). Glandele veninoase se află în întregime în cadrul chelicerelor. Chelicerele și colții sunt, relativi, voluminoși și puternici. Membrii acestui infraordin pot vâna chiar și păsări, pești mici, reptile, rozătoare etc. Cel mai mare păianjen din lume este - Theraphosa blondi are o lungime de 30 cm. Spre deosebire de Araneomorphae, care mor după aproximativ un an, păianjeni din infraordinul Mygalomorphae pot trăi până la 25 de ani.

## Venin
Veninul este puternic, paralizează și omoară imediat prada. Totuși puține specii sunt periculoase pentru om, cele mai periculoase sunt din genurile: Atrax, Hadronyche și Macrothele (familia Hexathelidae). Persoanele mușcate de aceștia au manifestat oboseală, paralizarea parțială a mușchilor, scăderea presiunii arteriale. În prezent administrarea serurilor contra veninului permite diminuarea efectelor negative ale mușcăturilor.

## Răspândire
Cei mai mulți membri ai acestui infraordin locuiesc la tropice și subtropice, îndeosebi în pădurile umede. Numai câteva specii apar în Europa: Atypidae, Nemesiidae, Hexathelidae și Cyrtaucheniidae.